# Forêts de conifères tempérées
Localisation
Les forêts de conifères tempérées, appelées aussi forêts résineuses sempervirentes, correspondent à un biome terrestre situé dans les régions tempérées du monde aux étés chauds, hivers doux et avec une pluviosité suffisante à la vie d'une forêt.
Dans la plupart des forêts tempérées conifériennes, les conifères à feuillage persistant prédominent mais certaines sont un mélange de conifères, d'arbres caducifoliés sempervirents et/ou de feuillus caducifoliés. Ce type de forêt se trouve communément dans les zones côtières de régions à hivers doux et pluies abondantes, ou à l'intérieur des terres sous des climats plus secs ainsi qu'en montagne. De nombreuses espèces d'arbres habitent ces forêts : cèdre, cyprès, douglas, sapin, genévrier, Agathis australis, pin, podocarpus, épicéa, taxaceae. Le sous-bois abrite également une large variété d'herbacées et d'arbustes.
Structurellement, ces forêts sont assez simples, généralement constituées de deux couches : l'étage supérieur et inférieur. Certaines forêts ont également une couche intermédiaires d'arbrisseaux. Les forêts de pins ont un étage inférieur herbacé généralement dominé par des plantes vivaces et sont souvent sujettes à des feux naturels écologiquement importants.
Les forêts conifériennes tempérées représentent actuellement le plus grand biome terrestre sur la planète, bien qu'il soit près d'être surpassé par le désert dans un proche avenir, ce qui sera dû à la déforestation et à la désertification.

## Forêt coniférienne humide
Lorsque ce type de forêts se situe en milieu humide, il contient le plus haut niveau de biomasse de tous les écosystèmes terrestres[réf. nécessaire] et est remarquable par les proportions imposantes de ses arbres : Séquoia géant (Sequoiadendron gigantea), Séquoia à feuilles d'if  (Sequoia sempervirens), Pseudotsuga (Pseudotsuga menziesii)…
Ces forêts conifériennes humides sont très rares, subsistant seulement dans de petites zones de l'ouest nord américain (Forêt de Conifères du littoral pacifique), au sud-ouest de l'Amérique du Sud et dans le nord de la Nouvelle-Zélande. Les forêts Klamath-Siskiyou du nord-ouest californien et sud-ouest de l'Oregon sont connues pour leur grande variété de plantes et animaux, dont de nombreuses espèces endémiques.